# Anette Schröder
Anette Schröder (* 1955 in Rostock) ist eine deutsche Keramikerin, Bildhauerin und Autorin.

## Leben
Anette Schröder wuchs in Schwerin auf und beteiligte sich bereits während ihrer Schulzeit an Ausstellungen der Stadt Schwerin. Ihre künstlerische und fachliche Aus- und Weiterbildung erfuhr sie zunächst von 1968 und 1972 im Schweriner Keramik-Zirkel in Trägerschaft des damaligen Klement-Gottwald-Werkes, zwischen 1978 und 1982 an der damaligen Fachschule für angewandte Kunst Heiligendamm bei den Dozenten Joachim Jung, Wolfgang Friedrich und Doris Grafe sowie den Keramikern Mario Enke und Ralf Mücket.
1979 ließ sie sich auf der Insel Usedom nieder und begann dort 1984 die freiberufliche Tätigkeit als Bildhauerin und Keramikerin in eigener Werkstatt. Sie lernte die Usedomer Künstler Matthias Wegehaupt, Oskar Manigk und Sabine Curio näher kennen und wurde Mitglied des Usedomer Kunstvereins e. V.  Von 1979 bis 1982 war sie Kuratorin der Galerie und Leiterin der Keramikwerkstatt- und Kurse des Feriendienstes der IG Wismut im Ostseebad Zinnowitz.
Auch nach 1990 erhielt sie einige Aufträge von öffentlichen Einrichtungen wie Hotels oder der Kirche.
Seit 1993 finden ständig wechselnde Ausstellungen in den Hofeigenen Räumen und dem Galerie-Garten statt.
Studienreisen führten sie u. a. nach Dänemark, Bornholm. Neben Keramischer Arbeit und Bildhauerei beschäftigt sich Anette Schröder mit Malerei und Grafik, der Entwicklung kleiner Zeichentrickfilme sowie dem Schreiben und Illustrieren von Kinderbüchern unter dem Pseudonym Ann d’Ers. Mit Letzteren ist sie vertreten im sozialen Netzwerk der Plattform LovelyBooks.
Anette Schröder ist Enkelin von Robert Schröder und Abkömmling von Christoph Martin Burchard.

## Ausstellungen
Beteiligungen (Auswahl)
- 1971: Staatliches Museum Schwerin
- 1972: Staatliches Museum Schwerin
- 1980: Kunsthalle Rostock
- 1985: Kulturhaus Swinemünde
- 1993: Timmendorfer Strand
- 1994: Villa Irmgard Heringsdorf
- 1996: Kunstpavillon Heringsdorf
- 1997: Haffmuseum Ueckermünde Schloss
- 2013: Kulturkirche St. Johannis zu Lassan

## Werke im öffentlichen Raum
- BBS VEG Tierzucht Herzberg, Relief-Wand, Das Pferd in den Jahreszeiten (nach Schließung 1990 entfernt).
- Restaurant Zempin, Relief-Wand, Die Fischerei in den Jahreszeiten.
- Diakonie Züssow, Die heilige Familie.